# 다카하시 유키 (레슬링 선수)
다카하시 유키(일본어: 高橋 侑希, 1993년 11월 29일~)는 일본의 레슬링 선수이다. 2020년 하계 올림픽 남자 자유형 페더급에 참가했고 세계 선수권 대회에서 금메달 1개, 동메달 1개를 획득했다.